# Primer amor
Primer amor (no Brasil: Primeiro Amor... a Mil Por Hora) é uma telenovela mexicana produzida por Pedro Damián para a Televisa e exibida pelo Las Estrellas entre 9 de outubro de 2000 e 23 de fevereiro de 2001, substituindo Locura de amor e sendo substituída por Amigas y rivales. Trata-se de um remake da telenovela Quinceañera, produzida em 1987.
A trama foi protagonizada por Anahí, Kuno Becker, Ana Layevska e Valentino Lanús e antagonizada por Mauricio Islas, Fabián Robles, Leticia Perdigón e Arleth Terán.
A trama possui o especial Primer amor... Trés años después, com duração de aproximadamente 1 hora e meia.

## Sinopse
Esta é a historia da adolescente Giovanna Luna e dos obstáculos que terá que superar em sua luta por encontrar a felicidade ao lado de León Baldomero, o amor de sua vida, em um mundo onde os jovens se empenham em viver "a mil por hora", sem pensar nas consequências. Eles terão que desenvolver-se para encontrar o caminho que os leve a realização de seu amor. No entanto, apesar de que se conhecem desde pequenos, Geovanna e León enfrentam problemas para comunicar o grande carinho que eles têm, pois o tempo e as circunstâncias se encarregaram de fazê-los crer que mudaram de maneira negativa.
Os impedimentos para o casal não são poucos, pois Catarina, a mãe de Geovanna, quem insiste que ela tenha uma festa de 15 anos muito acima das possibilidades da familia, desaprova totalmente a relação da filha com León, por considerá-lo um pobretão.
O casal também é atrapalhado pelo malicioso Daniel Ventura, jovem desobrigado que está apaixonado pela bela adolescente e que deseja tê-la a todo custo, sem se importar por sobre quem tenha que passar para alcançar seus objetivos. Também está Priscila, a invejosa irmã maior de Giovanna, quem ao sentir desprezada do círculo familiar, volta sua amargura contra Giovanna, prometendo-se a si mesma lhe roubar a León, pelo bem ou pelo mal.
Acompanhando a Giovanna no caminho nada fácil da adolescência, se encontra sua melhor amiga, Marina Iturriaga, uma adolescente de classe social alta, filha da famosa atriz Pilar Camargo, que sempre lhe deu presentes caros ao invés de carinho. O mesmo sucede com o pai de Marina, Antonio Iturriaga, homem de negócios nebulosos, que em sua atitude hipócrita machucará tanto a sua filha, que terminará lhe causando transtornos nervosos, mesmos que colocarão em perigo a vida da jovem.
No entanto, o amor virá a dar uma esperança, encarnado em Rafael, um educado e belo jovem, que regressa ao México depois de haver terminado seus estudos no estrangeiro. O único problema é que Marina, em um orgulho mal entendido, desprezará a Rafael e buscará consolo, nada menos que em Geovanna. Isto causará tensão entre as jovens no momento em que mais se necessitem, pondo a prova a amizade de tantos anos.

## Elenco
| Intérprete            | Personagem                     |
| --------------------- | ------------------------------ |
| Anahí                 | Giovanna Luna Guerra           |
| Ana Layevska          | Marina Silveira Iturriaga      |
| Kuno Becker           | Leon Baldomero                 |
| Valentino Lanús       | Rafael Silveira Jáuregui Tasso |
| Mauricio Islas        | Daniel Ventura Camargo         |
| Arleth Terán          | Priscila Luna Guerra           |
| Daniela Luján         | Sabrina Luna                   |
| José María Torre      | Bruno Baldomero                |
| Alexa Damián          | Emília Baldomero               |
| Sebastián Ligarde     | Antonio Iturriaga              |
| Mariagna Prats        | Pilar Camargo de Iturriaga     |
| Pilar Pellicer        | La Chonta                      |
| Alfredo Ahnert        | Luis Fernando "Fher"           |
| Damián Mendiola       | Vinnie Montijo                 |
| Rafael Bazán          | El Morrito Cano                |
| Enrique Borja Baena   | Ricardo "Richard"              |
| Gabriela Cano         | Melissa Molina                 |
| Roxana Castellanos    | Ana Lozano                     |
| Ricardo Chávez        | Sebastián Olivares             |
| Liuba De Lasse        | Lourdes "Lulú" Durán           |
| Sebastián Rulli       | Mauricio                       |
| Fabián Robles         | Santiago Garcia (Iguana)       |
| Manuel Ibáñez         | Conrado Baldomero              |
| José Elías Moreno     | Estevão Luna                   |
| Leticia Perdigón      | Catarina Guerra de Luna        |
| Sebastián Ligarde     | Antonio Iturriaga              |
| Arturo García Tenorio | Indalesio Cano                 |
| Aitor Iturrioz        | Boris                          |
| Socorro Bonilla       | Milagros García                |
| Beatriz Moreno        | Benita Morales                 |
| Blanca Sánchez        | Andrea Camargo                 |
| Héctor Gómez          | Fernán Camargo                 |
| Pilar Pellicer        | La Chonta                      |
| Patricia Martínez     | Bernarda                       |
| Alan Gutiérrez        | Enrique # 1                    |
| Renato Bartilotti     | Enrique # 2                    |
| Karen Juantorena      | Itzel                          |
| Adriana Laffan        | Dorita                         |
| Kika Edgar            | Olivia                         |
| Judy Ponte            | Rosaura Santa Cruz             |
| Judy Ponte            | Yasmin                         |
| Eduardo Rivera        | Artemio                        |
| Sergio Sánchez        | Ivan                           |
| Susan Vohn            | Bárbara Smith                  |
| Arturo Vázquez        | Cienfuegos                     |
| Ehécatl Chávez        | Tirilo                         |
| Alec Von Bargen       | Adrián                         |
| Ofelia Cano           | Aline Fischer                  |
| Laisha Wilkins        | Tamara                         |
| Felipe Nájera         | Valente Montijo                |
| Mauricio Aspe         | Rudy Medeiros                  |
| Carla Ortiz           | Gina                           |
| Andrea Damián         | Constância                     |
| Dulce María           | Britanny                       |
| Khotan Fernández      | José Crescencio Martínez       |
| Bárbara Guillén       | Engenheira Chefe               |
| Miguel Priego         | Carlos Pintado                 |
| Juan José Peña        | Comandante Merino              |
| Flavio Peniche        | Poncho                         |
| Julio Antônio Sánchez | Pectro                         |
| Jackeline Del Vecchio | Aura                           |
| Constanza Mier        | Paula                          |
| Lucero Lander         | Inés                           |
| Axel Ricco            | Huicho                         |
| Karime Saab           | Assistente de Ana              |
| Damián Sarka          | Diego Ulloa                    |
| Pedro Sicard          | Claudio                        |
| Lourdes Canale        | Susana                         |
| Luis Carillo          | Dimitri                        |
| Arturo Barba          | Beto                           |
| Alizair Gómez         | Julio                          |
| Mauricio Barcelata    | Fábio                          |
| Óscar Ferretti        | Edgar                          |
| Xorge Noble           | Firmino                        |
| Eduardo Antonio       | Filho de Yasmin                |
| Pedro Damián          | Pedro Damián                   |

## Exibição no Brasil
No Brasil, foi transmitida pelo SBT entre 24 de fevereiro e 25 de julho de 2003, em 110 capítulos, substituindo Amigas e Rivais e sendo substituída pela novela No Limite da Paixão.
Foi exibida pelo canal pago TLN Network entre 24 de setembro de 2018 a 8 de fevereiro de 2019 substituindo Rebelde e sendo substituída por Cuidado com o anjo.

## Audiência

### No México
Em sua exibição original, a trama alcançou 25,2 pontos de média.

### No Brasil
No Brasil, a trama alcançou 10 pontos de média.

## Trilha sonora
1. "A 1000 x hora" - (Lynda)
2. "Juntos" - (Anahí & Kuno Becker)
3. "Pierdo el control" - (Alexa Damian)
4. "Y pienso en ti" - (Irán Castillo, Remix)
5. "1 Segundo" - (Irán Castillo)
6. "Por ti" - (Valentino Lanús)
7. "India" - (Instrumental)
8. "El corrido de la chonta" - (Grupo Exterminador)
9. "Cholo" - (Fabián Robles)
10. "Primer amor" - (Anahí, Remix)
11. "Inocencia" - (Ana Layevska)
12. "Hacia el sur" - (Mariana Seoane)
13. "Prisionero" - (José María Torre)
14. "Laberinto" - (Lynda)

## Prêmios e indicações

### Prêmio TVyNovelas de 2001
| Categoria                 | Indicado                                | Resultado |
| ------------------------- | --------------------------------------- | --------- |
| Melhor Telenovela         | Pedro Damián                            | Indicado  |
| Melhor Atriz Protagonista | Anahí                                   | Indicado  |
| Melhor Ator Antagonista   | Mauricio Islas                          | Indicado  |
| Melhor Atriz Coestrelar   | Arleth Terán                            | Indicado  |
| Melhor Ator Coestrelar    | Fabián Robles                           | Indicado  |
| Melhor Atriz Revelação    | Ana Layevska                            | Venceu    |
| Melhor Ator Revelação     | Valentino Lanús                         | Venceu    |
| Melhor Tema Musical       | "A 1000 x hora" - (Lynda)               | Venceu    |
| Melhor Direção de Câmera  | Carlos Sánchez Ross Vivian Sánchez Ross | Venceu    |

- Melhor Sequência de Ação: Mauricio Islas e Kuno Becker
- Melhor Briga: Mauricio Islas e Kuno Becker
- Melhor Beijo: Ana Layevska e Valentino Lanús

### Premios Eres 2001
| Categoria                      | Indicado                     | Resultado |
| ------------------------------ | ---------------------------- | --------- |
| Melhor novela                  | Pedro Damián                 | Venceu    |
| Melhor Atriz Principal Juvenil | Anahí                        | Venceu    |
| Melhor Lançamento              | Ana Layevska Valentino Lanús | Venceu    |
| Melhor tema de Novela          | "A 1000 x hora" - (Lynda)    | Venceu    |

## Versões
- Quinceañera, produzida em 1987 por Carla Estrada e protagonizada por Adela Noriega e Thalía.

- Miss XV produzida pelo canal Nickelodeon Latinoamérica em conjunto com Televisa e novamente produzida por Pedro Damián  e protagonizada por Paulina Goto e Natasha Dupeyrón.